# Secesní architektura na Slovensku

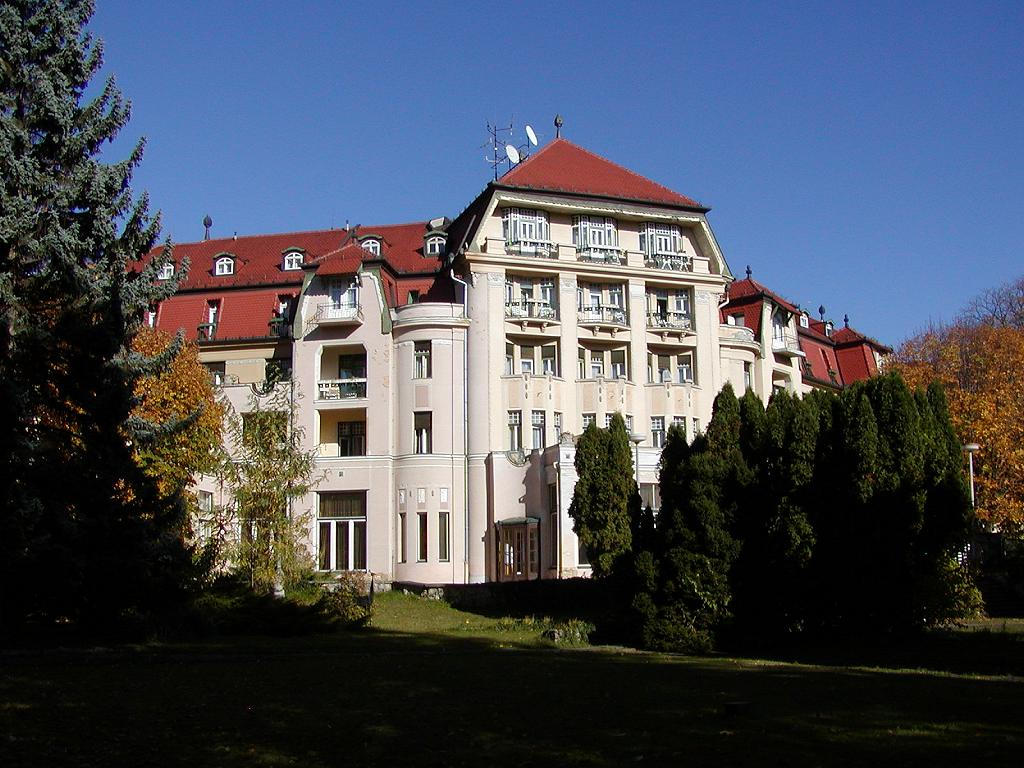
Thermia Palace

Secese se na Slovensko dostala ke konci 19. století a na začátku 20. století. Devatenácté století bylo obdobím obrovských změn v architektuře, obdobím hledání nových cest a neobracení se ke stereotypům minulosti.

## Vlivy a příčiny
Rozvoj průmyslu a techniky přinesl nové typy staveb, materiálů a napomohl vzniku dalších stylů. Tyto tendence našly podporu i v nových estetických teoriích. Nové vyjadřovací prostředky hledaly mimo klasické tradice, v zdrojích tak rozmanitých, jako byly technologie, národní mýty či lidová architektura. Slovensko však podstatněji přispělo k obrodě architektury ne v dekadentní secesi, ale i ve vitálním přetavení národních podnětů. Dílo Dušana Jurkoviče patří v tomto ohledu k tomu nejlepšímu, co země dala Evropě.

## Dušan Jurkovič
Dušan Jurkovič byl vybrán jako ideální kandidát pro přestavbu některých moravských lázní na slovanský způsob s tím, že nebude opakovat podobu západních lázní. Na jeho luhačovických stavbách lze dobře rozlišit způsob, jakým se stýká starší národopisný princip s hlavním vývojovým proudem, který směřoval přes secesi k moderně.
Další významnou etapu vývoje k moderní architektuře byly dvě vily, které Jurkovič navrhl pro svou rodinu v Brně a pro Dr. Náhlovského v Praze. Obě jsou půdorysně tvarovány v duchu anglických vilových staveb. Vnější tvar se prolamuje a z něj vystupují jednotlivé vnitřní objemy.
Po skončení války se vrátil na Slovensko a navrhl pozoruhodnou stavbu – mohylu generála M. R. Štefánika na Bradle.

### Spolkový dům ve Skalici

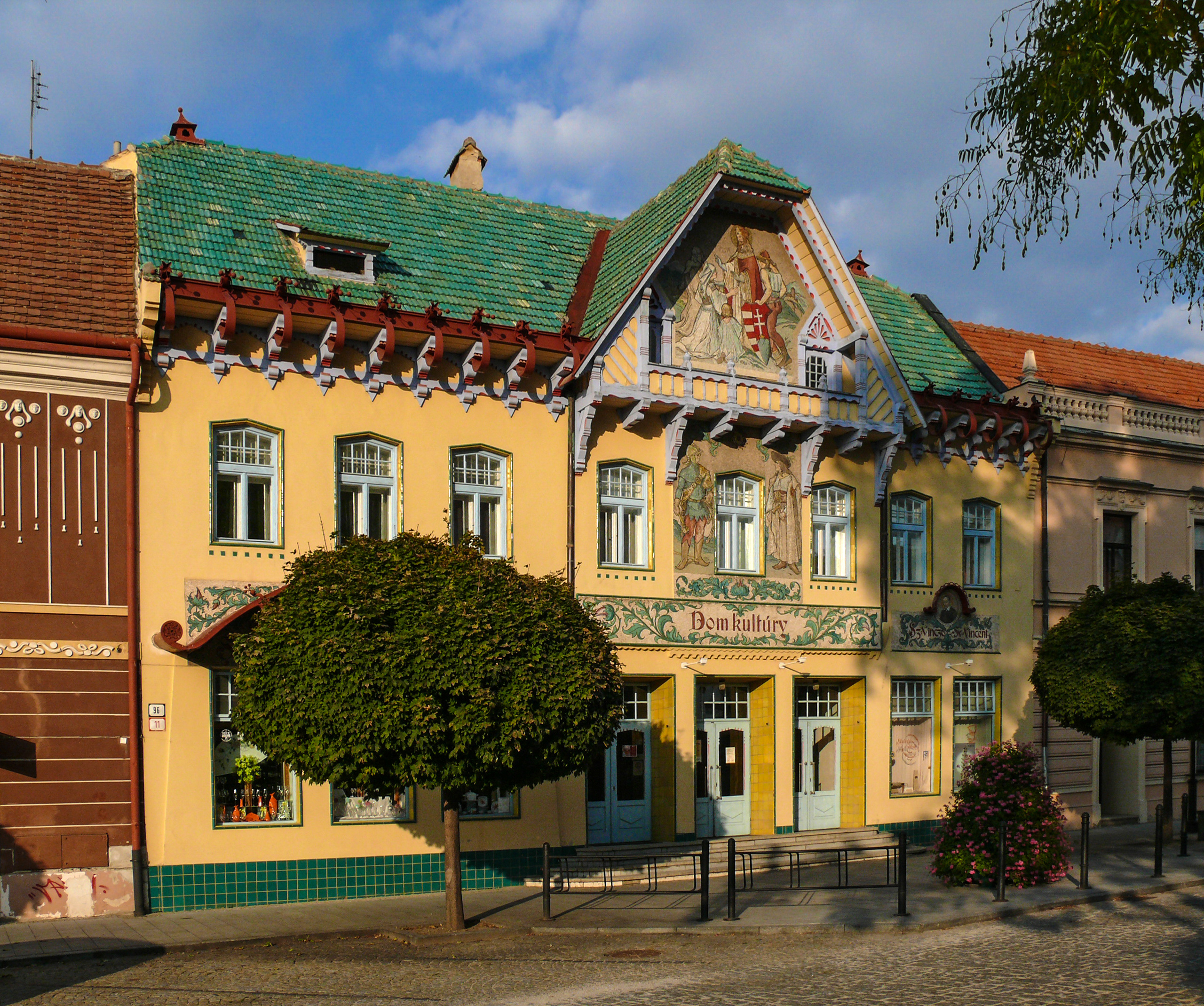
Spolkový dům

Spolkový dům v Skalici je barevný objekt stojící v řadové zástavbě, zajímavý vyobrazeními na průčelí a štítu budovy. Postavy a scény z dávné minulosti již možná nejsou dnešnímu člověku srozumitelné.
Typická secesní markýza je ze železa a zdobí ji rustikální srdíčkový ornament. Podobný ráz mají i závitnicové vzpěry, které vycházejí z rustikálních konzolí a podpírají přesahující střechu. Zajímavá je i barevnost budovy. Teplou okrovou omítku oživují modré rámy okenních otvorů a dveří, červené kovové prvky a zelená střešní krytina. Jurkovič totiž vytvořil neobyčejné spojení rustikální dřevěné kostry a moderní výplně. Boční stěny propouštějí světlo vsunutými okny v podobě hranolů s drobným čtvercovým rastrem. Pole mezi sloupky konstrukce zdobí lidový ornament.
Spolkový dům ukazuje, jak se dá mistrně spojit secesní linie a ušlechtilý národopisný sentiment s geometrismem moderny a její úsilím pozvednout prostý konstrukční skelet na výtvarný prvek. Dušan Jurkovič si málo všímal uherského nacionalistického nadšení a východiskem jeho tvorby byly moravsko-slovenské lidové stavby. Plnokrevnou lidovou výzdobu spojil se secesním ornamentálním bohatstvím v interiéru jídelny v komplexu Pustevnách na Radhošti.

## Uherská secese

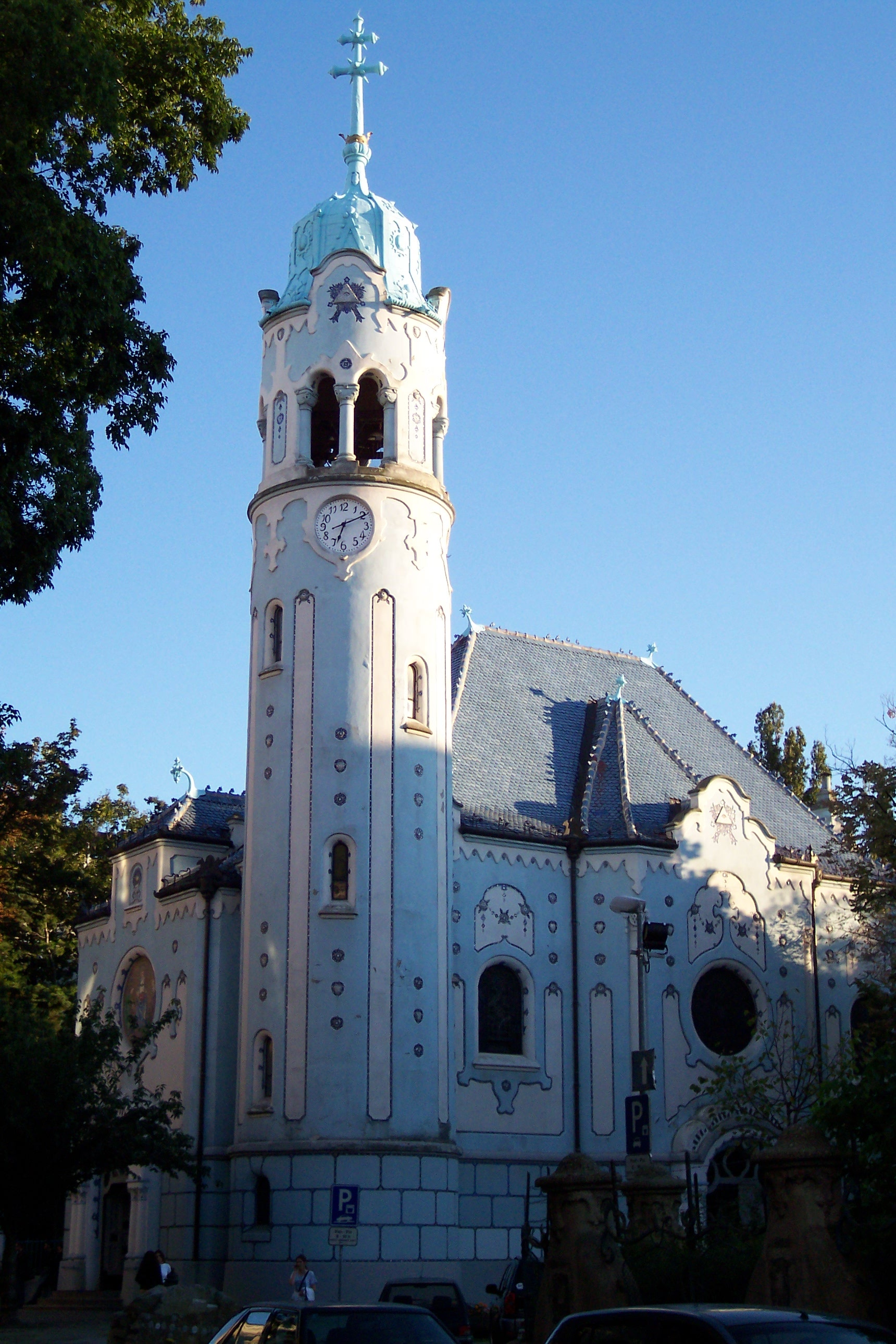
Kostel svaté Alžběty tzv. Modrý kostelík

Vedle tradičních historizujících staveb se zde vytvořila zvláštní uherská secese, jejíž představiteli byli zejména Ödön Lechner a István Medgyaszay.
Jednou z nejznámějších Lechnerových staveb na Slovensku patří kostel Sv. Alžběty zvaný Modrý kostelík (1909–1914) v Bratislavě. Podle jednoho ze starších výkresů měl mít kostelík kupoli. Profilovaná ornamentální křivka lemuje a rámuje základní architektonické tvary.
István Medgyaszay byl autorem několika kostelů, ale nejznámější je první železobetonový kostel sv. Alžběty v Muli u Velkého Krtíše. I andělé lemující atiku jsou z téhož materiálu.
Stopy secese zůstaly na mnoha řadových domech bohatších měst na Pováží či na východním Slovensku. Někdy spatříme na jejich průčelích rostlinný ornament, smělou asymetrii nebo malbu zasněná děvy.
V Piešťanech byly postaveny lázeňské domy Thermia Palace a Irma, které jsou plné secesní ornamentaliky v duchu oficiální budapešťské linie architektury z konce secese.

## Vídeň
Jiná byla secese přicházející na Slovensko z Vídně. Na dunajském nábřeží v Bratislavě stojí budova Filozofické fakulty UK, ale původně byla postavena jako vojenské velitelství. Připomínají to helmice na atice. Budovu navrhl Josef Rittner. Slušná budova je zvenčí nepříliš nápaditým ohlasem prací Otto Wagnera. Působivý je však hlavní sál, který dostal jméno „Moyzesův“ a v současnosti je využíván pro koncerty.